# 뱟카현

뱟카현의 문장

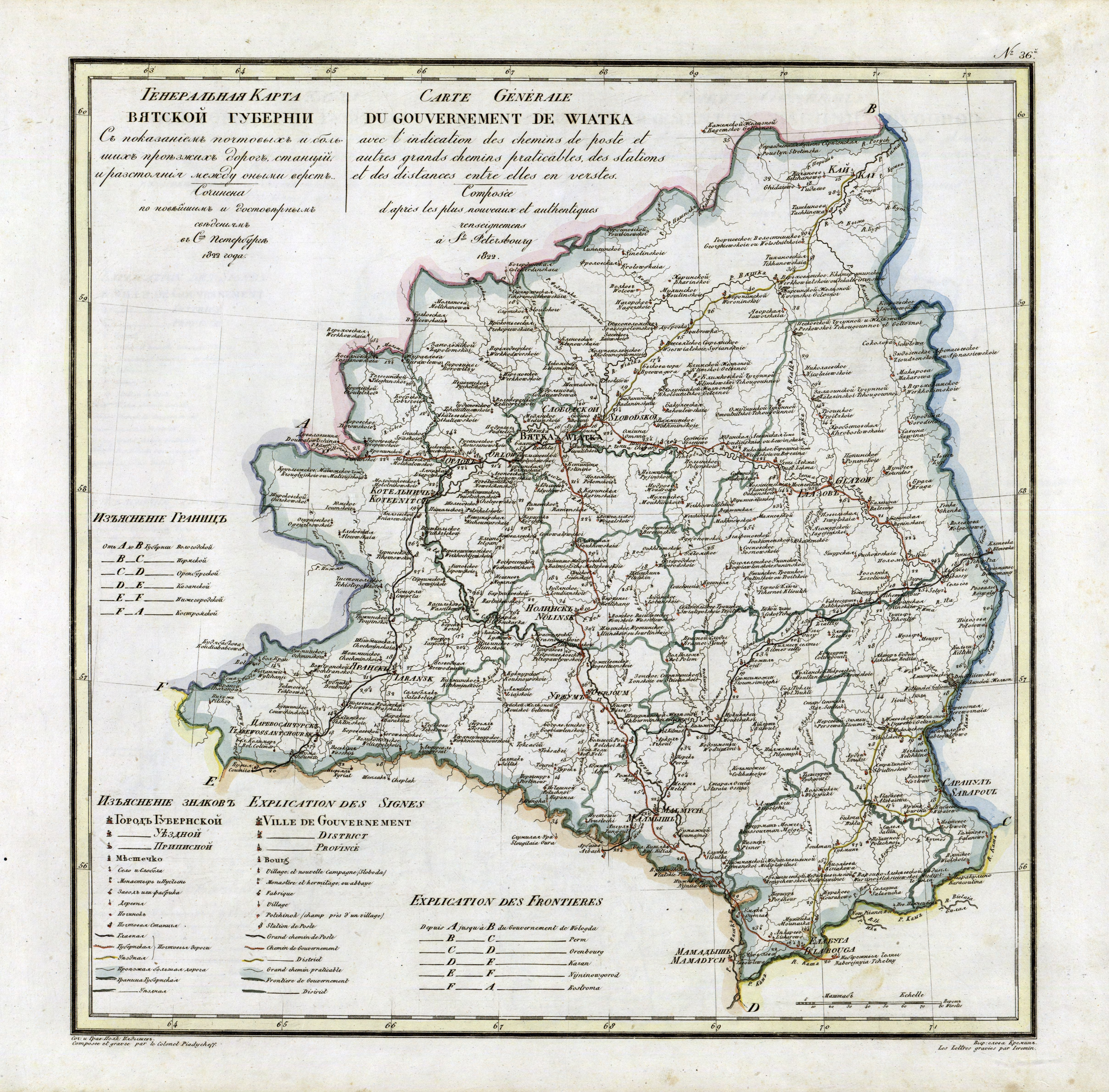
뱟카현의 지도

뱟카현(러시아어: Вятская губерния)은 1796년부터 1929년까지 존재했던 러시아 제국의 현으로 현도는 뱟카(현재의 키로프)이며 면적은 169,629km2, 인구는 3,030,831명(1897년 당시 기준)이다. 현재의 러시아 키로프주와 우드무르트 공화국에 걸쳐 있었다.